# Nocera Inferiore
Nocera Inferiore ist eine italienische Stadt in der Provinz Salerno und der Region Kampanien mit 43.752 Einwohnern (Stand 31. Dezember 2023).

## Geografie
Die Nachbargemeinden sind Castel San Giorgio, Nocera Superiore, Pagani, Roccapiemonte, San Valentino Torio, Sarno und Tramonti.

## Geschichte
Nocera Inferiore ist das antike Nuceria Alfaterna.
Im Mittelalter spielte seine staufische Burg im Königreich Neapel eine wesentliche Rolle:
- Nach dem Tod ihres Ehemannes König Manfreds von Sizilien wurde im März 1267 seine Witwe Helena von Epirus auf dieser Burg eingekerkert, wo sie 1271 starb.
- Hier starb am 23. September 1267 Beatrix von Provence, Erbin der Provence und Königin von Sizilien als Ehefrau des Königs Karl I. (Karl von Anjou).
- Papst Urban VI., der von den Anjou gefangen genommen worden war, konnte in die Burg Nocera fliehen, wo er am 15. Januar 1385 den neapolitanischen König Karl III. exkommunizierte. Dieser wiederum belagerte den Papst daraufhin in Nocera.

## Söhne und Töchter der Stadt
- Antonio Napoletano (1937–2019), römisch-katholischer Bischof von Sessa Aurunca
- Mario Capezzuto (* 1952), deutscher Politiker
- Mino Raiola (1967–2022), im Fußball tätiger Spielervermittler
- Isabella Adinolfi (* 1978), Politikerin
- Simone Barone (* 1978), Fußballspieler
- Lorenzo Prisco (* 1987), Fußballtorwart